# Robert Morrison
Robert Morrison   (Richmond, 26 de març de 1902 - Longstanton, 19 de febrer de 1980) fou un remer anglès que va competir durant la dècada de 1920.
Nascut a Londres, va estudia a l'Eton College i al Trinity College de la Universitat de Cambridge. Amb Cambridge, juntament amb Charles Eley, James MacNabb i Terence Sanders, que ja havien remat plegats a Eton, van formar la tripulació del quatre sense timoner que guanyà la Stewards' Challenge Cup i la Visitors' Challenge Cup de 1922. El 1923 va formar part de la tripulació de Cambridge que participà en la Regata Oxford-Cambridge i de la que guanyà novament la Stewards' Challenge Cup. El 1924 va prendre part en els Jocs Olímpics de París, on va guanyar la medalla d'or en la competició de quatre sense timoner del programa de rem. El 1925 guanyà la Stewards's Challenge Cup, la Visitors' Challenge Cup i la Silver Goblets, juntament amb Edric Hamilton-Russell.
Morrison treballà com a enginyer per tot el país, fins que es va retirar a Longstanton, Cambridgeshire, el 1976.